# Porsche PFM 3200
Der Porsche PFM 3200 war ein 6-Zylinder-Flugmotor für Leichtflugzeuge des deutschen Sportwagenherstellers Porsche.
Flugzeuge der Hersteller Robin, Mooney und Cessna waren mit diesem Triebwerk ausgerüstet.

## Geschichte

### Entwicklung
Der Mindelheimer Unternehmer und Flugzeugbauer Burkhart Grob gab ab 1977 den Anstoß zur Entwicklung moderner Kolbentriebwerke für die damals neu aufkommenden Flugzeugentwicklungen der allgemeinen Luftfahrt. Dazu modifizierte sein Unternehmen Burkhart Grob Luft- und Raumfahrt versuchsweise einen Motor des Porsche 911 Turbo mit Doppelzündung und Untersetzungsgetriebe.
Ab Mai 1981 begannen bei Porsche in Weissach die ersten Studienarbeiten für einen Einbaumotor und ab Oktober 1981 die Entwicklung des PFM 3200, der die technisch veralteten Motoren amerikanischer Bauart von Lycoming und Continental Motors ersetzen sollte, deren Konstruktion fast unverändert auf die 1940er und 1950er Jahre zurückgeht.

„Ohne das Engagement und die ansteckende Begeisterung von Herrn Grob wäre es wohl kaum so weit gekommen.“

### Flugerprobung und Zulassung
Ab 8. August 1982 flog eine Cessna 182 Skylane, deren originale Motorisierung mit einem Continental O-470 durch einen PFM 3200 ersetzt worden war, mit dem Kennzeichen D-EIMP am Flugplatz Mindelheim-Mattsies – dem Werksflugplatz des Unternehmens Burkhart Grob Luft- und Raumfahrt – das Flugprogramm zur Zulassung des neuen Triebwerks. Der Antrieb war mit einem Hoffmann-Dreiblatt-Propeller ausgerüstet.
Die deutsche Zulassung nach der europäischen JAR-E erfolgte 1984, die für den amerikanischen Markt notwendige FAA-Zulassung nach FAR Part 33 folgte 1985. Ab April 1987 ging das Triebwerk in die Serienproduktion.

### Einstellung der Produktion
Trotz technischer Vorteile konnte sich der PFM 3200 nicht am Markt durchsetzen, da in den USA der Flugzeugmarkt Mitte der 1980er Jahre wegen eines Urteils zur Produkthaftung praktisch zum Erliegen kam. Eine Umrüstung vorhandener Flugzeuge war in Anbetracht der niedrigen Kraftstoffkosten in den USA unattraktiv.

„Der Grund war ein spektakulärer und allen Prognosen widersprechender Rückgang der weltweiten Verkaufszahlen von Kleinflugzeugen, der das Vorhaben unwirtschaftlich machte.“

Die Serienproduktion der Triebwerke endete 1990.
Nach Einstellung der Produktion verursachte der PFM 3200 für Porsche hohe Kosten im zweistelligen Millionenbereich jährlich, da in den USA die Sicherung einer langfristigen Wartung und Ersatzteil-Verfügbarkeit teilweise gesetzlich vorgeschrieben ist. Daher entschloss sich der Konzern 2005, noch bestehende Restbestände an Porsche-Motoren durch gesponserten Umbau auf andere Motoren oder notfalls durch Aufkauf gesamter Flugzeuge aus dem Verkehr zu ziehen.

## Konstruktion
Der PFM 3200 wurde konstruktiv von den bis dahin über 200.000 gebauten luftgekühlten Boxermotoren mit sechs Zylindern der 911er-Sportwagen abgeleitet. Die Kurbelwelle mit einem Hub von 74,4 Millimetern entsprach der Auslegung des Motors des 911 Turbo 3.3 seit 1977, die Bohrung mit 95 Millimetern wurde in Kombination mit dieser Kurbelwelle im Fahrzeugbau erst ab 1984 im 911 Carrera 3.2 angeboten.
Erklärtes Ziel war, konstruktive Entwicklungen des Flugzeugmotors dem Fahrzeugmotor zukommen zu lassen – und umgekehrt.

### Aufbau
Die sechs einzelnen Zylinderköpfe und Zylinder waren über Stehbolzen mit dem vertikal geteilten Motorgehäuse verschraubt.
Über jeweils drei Zylinderköpfen war ein Nockenwellengehäuse angeordnet, von dem aus über eine Nockenwelle und Kipphebel die V-förmig im Zylinderkopf hängenden Ventile betätigt wurden.
Eine Zahnradkaskade auf der Rückseite des Motors trieb die Nockenwellen von der Kurbelwelle aus an – im Gegensatz zum Kettenantrieb bei den Fahrzeugmotoren an dieser Stelle. Das Rädergehäuse konnte so zusätzlich zum Antrieb zweier Drehstromgeneratoren, zweier Saugpumpen für Luft, zweier Hochspannungszündverteiler und eines Propellerreglers dienen.
Vor dem Motor war das Propellergetriebe angeordnet, das die Motordrehzahl im Verhältnis 1:0,442 auf die Propellerdrehzahl reduzierte. Die Schrägverzahnung der Getriebräder entlastete die Axiallager der Propellerwelle.
Zur gegenseitigen Schwingungsentkoppelung war eine Gummigelenkscheibe mit Textilschlingeneinlage an der Getriebeeingangswelle angeordnet. Mit dieser Kupplung sollte auch die Kurbelwelle im Fall einer Bodenberührung des Propellers geschützt werden – dem sogenannten „shock loading“. Durch ein zusätzlich zu installierendes Zwischenrad war das Getriebe auch in der Lage, die normalerweise rechtsdrehende Propellerdrehrichtung umzukehren, was sich vorteilhaft auf den Einfluss des P-Faktors bei zweimotorigen Flugzeugen auswirkt.
Neben dem Propellergetriebe hatte der Anlasser seinen Platz.
Die aufwändige Trockensumpfschmierung arbeitete mit einem externen Öltank, der für eine automatische Ölstandskontrolle vorbereitet war und konzeptionell die volle Kunstflugtauglichkeit des Antriebs ermöglichte. Auch das Propellergetriebe und der Propellerregler wurden vom Motorölkreislauf versorgt.

### Kühlung

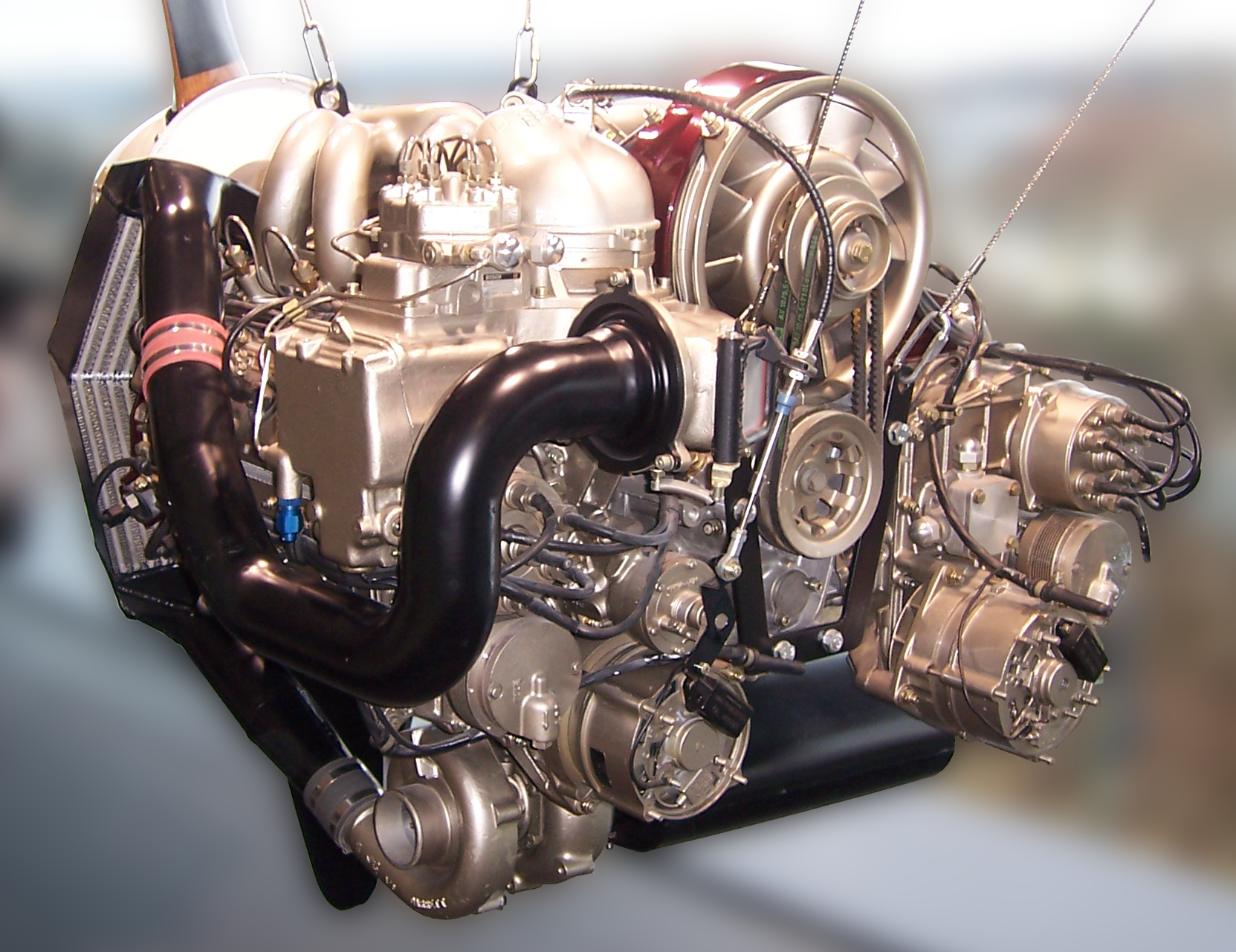
PFM 3200 mit Abgasturbolader im Porsche-Museum

Zur Zwangskühlung des Motors trieben zwei parallele Keilriemen ein mit 1,7-facher Drehzahl laufendes Axialgebläse an.
Im Gegensatz zur sonst üblichen Stauluftkühlung bei vergleichbaren Luftfahrzeugtriebwerken, war der kritische Bereich der hohen Startleistung mit gleichzeitig geringer Geschwindigkeit des Flugzeugs optimal durch den höchsten Luftdurchsatz bei maximaler Motordrehzahl von 5300 min−1 abgedeckt.

### Gemischaufbereitung
Die Einspritzung des Kraftstoffs erfolgte durch eine angepasste K-Jetronic von Bosch, die am PFM 3200 nochmals in der rein mechanischen Grundversion zum Einsatz kam – im Gegensatz zum Einsatz bei Fahrzeugmotoren, die in den 1980er Jahren bereits mit den Nachfolgegenerationen KA- bzw. KE-Jetronic ausstattet wurden.
Eine Besonderheit waren die zwei Steuerdruckregler der Einspritzanlage, die abhängig von der Gashebelstellung angesteuert wurden. Ein Steuerdruckregler war in allen Betriebszuständen für die Einhaltung des Betriebszustandes „günstiger Verbrauch (best economy)“ mit einem Verbrennungsluftverhältnis von 1,10 zuständig, ein weiterer Steuerdruckregler wurde durch ein Magnetventil bei Volllast aktiviert und bewirkte ein fetteres Gemisch bei einem Verbrennungsluftverhältnis von 0,85 für den Betriebszustand „Maximalleistung (best power)“ – diese Anreicherung war im Regelfall nur kurzzeitig bei Start und Steigflug bis zur Sicherheitsmindesthöhe aktiv.

### Zündung
Der Motor hatte zwei unabhängige, elektronische Kennfeld-Zündanlagen von Magneti Marelli, bestehend aus Generator, Kabelstrang, Steuergerät, OT-Geber, Drehzahlsensor, Temperatursensor im Saugrohr, Saugrohr-Drucksensor, Zündspule, Hochspannungsverteilung, Zündgeschirr und sechs Zündkerzen mit abgeschirmten Zündkerzensteckern je Zündkreis.
Die Zylinderköpfe hatten dementsprechend – im Gegensatz zu den Fahrzeugmotoren – jeweils zwei Zündkerzen. Im Fahrzeugbau folgte die Doppelzündung erst ab 1988 im Porsche 964 serienmäßig.
Der PFM 3200 unterschied sich dadurch deutlich von vergleichbaren Flugmotoren, die bis heute mit Magnetzündungen ausgerüstet sind und damit wesentlich einfacher die geforderte Betriebssicherheit und Redundanz erreichen können.

### Propellerregler
Der Propellerregler wurde durch den „Gashebel“ mit betätigt und war ein wesentlicher Bestandteil der „Einhebelbedienung“.
Der Gashebel wirkte zuerst auf die Drosselklappe, die beim „Leistung-Geben“ schon bei einer Motordrehzahl von 2300 min−1 vollständig geöffnet wurde. Ein weiteres Ansteigen der Drehzahl verhinderte in diesem Betriebspunkt – der etwa 40 % der Startleistung entsprach – der Propellerregler, der die Steigung des Propellers entsprechend steuerte, um die Drehzahl zu halten.
Weiteres „Leistung-Geben“ bewirkte nur noch eine Erhöhung der Drehzahlvorgabe des Propellerreglers bis zu einer Motordrehzahl von 5000 min−1.
Bei „voller Leistung“ reicherte das Gemisch über die Aktivierung des zweiten Steuerdruckreglers an und der Propellerregler regelte die Motordrehzahl auf 5300 min−1 ein – damit war die Startleistung erreicht. Dieser Betriebspunkt wurde zusätzlich durch eine Kontrolllampe angezeigt.

### Vorteile der Auslegung
Das Konzept bot grundlegende Vorteile gegenüber fast allen serienmäßigen Triebwerken auf dem Markt zu Beginn der 1980er Jahre:
- geringe Schallemissionen
- höherer Wirkungsgrad, geringerer Kraftstoffverbrauch
- je nach Ausführung Betrieb mit günstigem MoGas anstelle des teuren AvGas
- verglichen mit anderen Flugmotoren sehr einfache Bedienung durch die Einhebelbedienung für Gas, Propellerverstellung und Gemischregulierung

Die Konkurrenten bemühten sich, die Nachteile des elektronischen Zündsystems anstelle der von ihnen verwendeten Magnetzündung in der Öffentlichkeit herauszustellen. Porsches Zündsystem war auf mindestens einen funktionierenden Generator angewiesen, fielen beide Generatoren aus, konnte etwa eine Stunde mit Batteriestrom weitergeflogen werden. Die konventionelle Magnetzündung funktioniert hingegen auch ohne externe Stromzufuhr. Dieser Punkt war einer der Gründe des kommerziellen Misserfolges.

## Verwendung

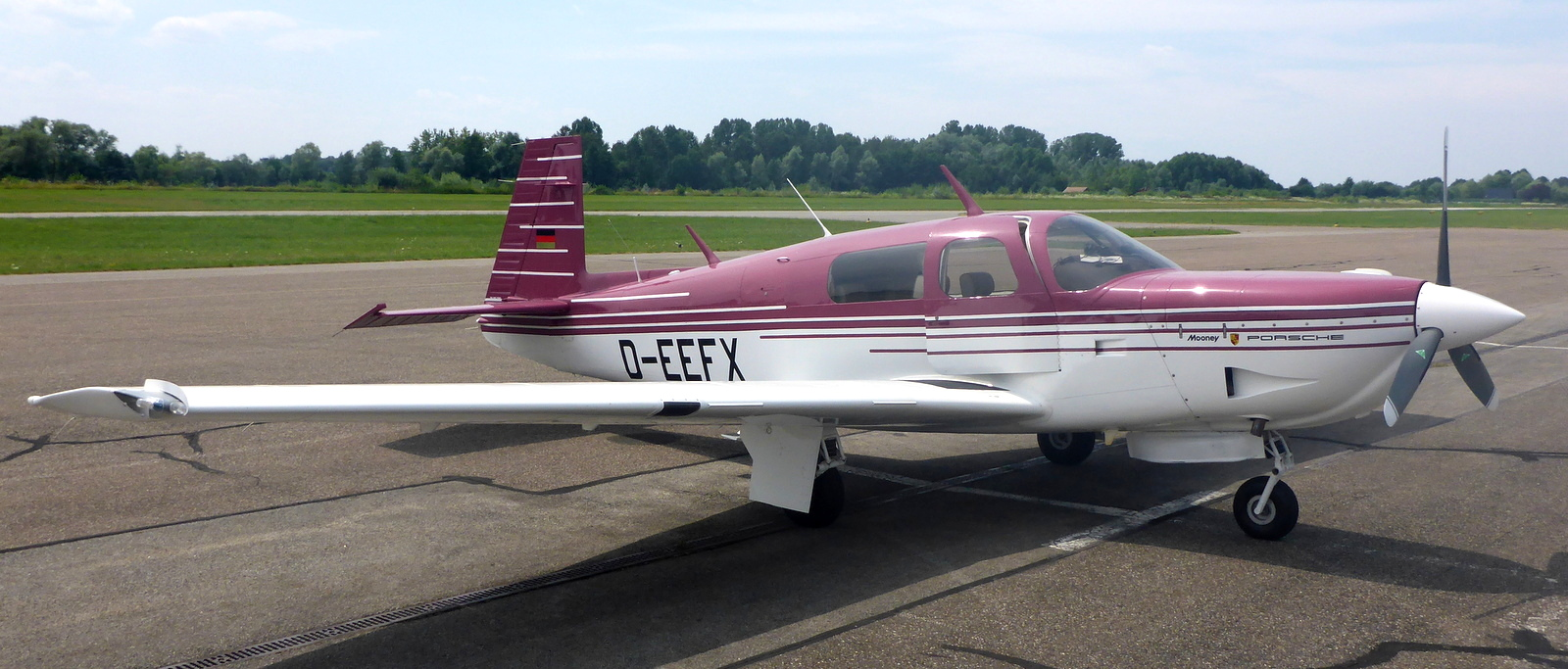
Mooney M20 mit Porsche PFM 3200

### Weltumrundung
Die Zuverlässigkeit des Motors demonstrierte Porsche bereits 1985 mit einem Flug um die Welt mit einer einmotorigen Mooney M20J 201 mit dem Kennzeichen D-EAFE. Die Piloten waren Michael Schultz und Hans Kampik. Der Flug begann am 10. Juli 1985 am Flugplatz Donaueschingen-Villingen und endete am 16. Januar 1986 wieder in Donaueschingen – nach etwa 100.000 Kilometer in 600 Flugstunden, 300 Starts und Landungen, einem Kraftstoffverbrauch von 23.000 Litern und einem Ölverbrauch von 30 Litern.
Der längste Flug war dabei mit 17 Stunden der 3700 Kilometer lange Abschnitt von Majuro auf den Marshallinseln nach Honolulu auf Hawaii, der weiteste Nonstop-Flug betrug 3900 Kilometer von Hawaii nach Kalifornien.

### Ersatzmotorisierungen
Die Kosten für den Umbau einer gängigen Cessna 172 wurden von Fachleuten im Jahr 1987 auf 80.000 bis 90.000 DM geschätzt – das 2,5fache eines vergleichbaren Umbaus mit einem Triebwerk von Continental oder Lycoming. Durch die zu erwartende Kraftstoff-Einsparung hätte sich die Investition damit andererseits nach höchstens 1200 Betriebsstunden amortisiert.

### Erstausrüstung
- Mooney M20L PFM: Motortyp N03, etwa 40 gebaut
- Robin DR 400/RP: geräuscharmes Schleppflugzeug
- Socata TB 15 und TB 16: geplant, nicht ausgeführt
- Akaflieg München Mü 30: geplant, Wechsel auf Lycoming AEIO-540-L1B5D

## Technische Daten
| Kenngrößen              | Daten des PFM 3200                                                                                 |
| ----------------------- | -------------------------------------------------------------------------------------------------- |
| Hersteller              | Porsche                                                                                            |
| Baujahr                 | 1984                                                                                               |
| Bauart                  | 6-Zylinder-Boxermotor, zwei Ventile pro Zylinder, eine oben liegende Nockenwelle pro Zylinderreihe |
| Hubraum (Bohrung × Hub) | 3164 cm³ (95 mm × 74,4 mm)                                                                         |
| Verdichtung             | 9,2:1                                                                                              |
| Trockenmasse            | ca. 200 kg                                                                                         |
| Startleistung           | 156 kW (212 PS) bei 5300 min−1                                                                     |
| Reiseleistung           | 147 kW (200 PS) bei 5000 min−1                                                                     |